# Charmes-Saint-Valbert
Charmes-Saint-Valbert là một xã thuộc tỉnh Haute-Saône trong vùng Bourgogne-Franche-Comté phía đông nước Pháp.